# Vodnář obrovský
Vodnář obrovský (Hydrophis stokesii; anglicky Stokes's sea snake, čínsky 棘鳞海蛇) je mořský had z rodu vodnářů (Hydrophis) z čeledi korálovcovitých (Elapidae). Někdy je klasifikován do samostatného rodu Astrotia.

## Etymologie
Tento had byl popsán britským zoologem Johnem Edwardem Grayem (12. února 1800 – 7. března 1875) v roce 1846.
Latinské jméno stokesii i anglické jméno Stokes‘ bylo dáno tomuto živočichovi na počest člena Britského královského námořnictva (Royal Navy) admirála Johna Lorta Stokese (1. srpna 1811 – 11. června 1885).

## Výskyt
Jedná se o endemický druh indopacifických vod.
Vodnář obrovský obývá moře u Pákistánu a Srí Lanky, také Jihočínské moře a vody Tchajwanského průlivu. V hojné míře dochází k pozorováním ve tropických vodách Austrálie.

## Popis
Vodnář obrovský je jedním z nejtěžších a nejmohutnějších mořských hadů a má z nich nejdelší špičáky. Ty jsou dostatečně silné a dlouhé na to, aby prorazily potápěčský neopren. Na břiše se nachází speciální zvětšené šupiny tvořící výrazný, často rozeklaný, výběžek sloužící podobně jako lodní kýl.
Co se týče zbarvení, existuje mnoho barvených variací. Obvyklá je celá škála barev od krémové přes hnědou až po černou. Časté jsou široké černé pruhy na hřbetu anebo černé prstence obepínající celé tělo.
Celková délka tohoto hada od hlavy po špičku ocasu je asi 1,5 m (přibližně 5 stop).

## Chování
Vodnáři obrovští při migraci vytváří skupiny čítající až tisíce jedinců, ty pak plavou přes Malacký průliv. K migraci dochází za účelem páření. Tito hadi jsou vejcoživorodí a samice pokaždé přivedou na svět pět mláďat.
Zpravidla neplavou hlouběji než 50 metrů pod hladinou.

## Interakce s lidmi
Ačkoliv se jedná o jedovatý druh, nebyl zatím nahlášen ani jeden případ úmrtí člověka způsobeným uštknutím vodnářem obrovským.
Tito hadi jsou občas vytaženi z vody jako vedlejší úlovky při rybolovu. Často k tomu dochází při lovu krevet v Austrálii. 

## Ohrožení
Vodnář obrovský je v současné době podle Červeného seznamu IUCN klasifikován jako málo dotčený taxon.